# Palmers Shipbuilding and Iron Company
Die Schiffswerft Palmers Shipbuilding and Iron Company Limited, kurz oft Palmers bestand von 1852 bis 1935 in Jarrow, North East England am südlichen Ufer des Flusses Tyne. Bei Palmers, die eine Reihe von Innovationen im Schiffbau einführten, entstanden zahlreiche bekannte Schiffe.

## Geschichte

### Die ersten Jahre
Das Schiffbauunternehmen Palmer Brothers and Company wurde 1852 durch Charles Mark Palmer und seinen älteren Bruder George gegründet, um Dampfcolliers für die Kohlenfahrt nach London zu bauen. Das Werftgelände pachteten die Brüder von Carr-Ellison aus Hebburn. Vor der Gründung der Werft arbeitete Charles für seinen Vater, einen erfolgreichen Geschäftsmann und Schiffseigner aus South Shields. 1847 wurde er Geschäftspartner des Kohle-Unternehmens John Bowes and Partners und stieg anschließend in den Schiffbau ein, um Kohle aus der Gegend schneller und wirtschaftlicher zu transportieren. Das erste Schiff war der im Jahr der Gründung zu Wasser gelassene Raddampfschlepper Northumberland. Noch am 30. Juni desselben Jahres lief auch das erste Seeschiff der Palmers vom Stapel, der schraubengetriebene Collier John Bowes, genannt nach seinem Geschäftspartner im Kohleabbau. Die John Bowes war das erste Massengutschiff moderner Prägung und hatte später eine äußerst lange und erfolgreiche Karriere, bevor sie 1933 als spanische Villa Selgas strandete. In den nächsten zwei Jahren folgten weitere 25 Colliers mit 12.210 Raumtonnen. 1853 begann Palmer mit dem Schiffsmaschinenbau und ab 1854 fertigt das Unternehmen den ersten Walzstahl zur Panzerung von Kriegsschiffen. Das erste Kriegsschiff der Werft war der Monitor HMS Terror, die russische Festungen in Kronstadt zerstören sollte. Nach der Fertigstellung der Terror im Jahr 1856 entwickelte sich Palmers zu einem wichtigen Lieferanten der Royal Navy. Außer 20 großen Kriegsschiffen fertigte die Werft zahlreiche Torpedobootzerstörer.

### Expansion
Im Jahr 1860 war der Ausstoß der Werft auf etwa 22.000 Tonnen Rauminhalt gestiegen. Um den Kohle- und Eisenerznachschub seines Unternehmens zu sichern, erwarb Charles Palmer 14 Steinkohlengruben in County Durham und pachtete Land in North Yorkshire, auf dem er die Grindle Park Mining Company gründete. Palmer baute den Hafen Port Mulgrave bei Staithes, um Rohstoffe hauptsächlich Eisenerz nach Jarrow zu verschiffen und beteiligte sich darüber hinaus an der Tyne Plate Glass Company und der Bede Metal Company, um seine Schiffe mit Beschlägen und Kupfer auszurüsten. Ebenfalls 1860 wird die zuletzt durch Charles Mitchell genutzte Werft in Howdon am gegenüberliegenden Ufer übernommen, auf der in der Folge ein großer Teil der Neubauten erstellt werden. Im Jahr darauf konnte Palmer einen Auftrag der italienischen Regierung über den Bau von Postschiffen gewinnen. Im August 1863 konnte Charles Mark Palmer vier Stapelläufe in einem Monat verzeichnen und die 1856 von Charles Mitchell in Low Walker aufgestellte Höchstmarke einstellen, dessen drei Stapelläufe aber an nur einem Tag erfolgten. In den Jahren 1863 bis 1873 war Palmer zusammen mit White-Star-Line-Gründer Thomas Ismay, wesentlich am Aufbau der National Line beteiligt.
1865 wandelte man das Unternehmen zur Aktiengesellschaft Palmers Shipbuilding & Iron Co. Ltd mit Bauplätzen in Jarrow und Willington Quay um. Die Anteilsmehrheit lag in den Händen von Gesellschaften und Familien aus Manchester und Palmer wurde Vorsitzender und geschäftsführender Direktor. In den Jahren 1872 bis 1874 wurden mit den Schiffen Vaderland, Nederland und Switzerland für die Reederei Red Star Line die ersten Schiffe mit Doppelböden zur wechselseitigen Nutzung als Ballast- und Öltanks gebaut.
1870 ließ Charles Palmer für die Werftangehörigen das Palmers Memorial Hospital errichten. Ein nach Palmers Tod im Jahr 1903 aufgestellte Bronzestatue wurde zunächst auf dem Krankenhausgelände, später jedoch direkt am Flussufer in Jarrow platziert. Charles Mark Palmer wurde 1874 für North Durham in das Parlament und 1875 zum Bürgermeister gewählt. Im selben Jahr setzte sich sein Bruder George zur Ruhe, Charles führte den Betrieb weiter. Das Jahr 1883 bildete einen Höhepunkt von Palmers Werftgeschichte: 33 Schiffe wurden gebaut, 15 davon in Howdon. Im Jahr darauf werden neben einer Reih von Trampschiffen, Küstendampfern und Linienküstenschiffen auch fünf Segelschiffe gebaut. Nur drei Jahre später, 1886 wird die Bauliste der Werft vom Tankerbau dominiert. Auf der Pariser Weltausstellung werden im Mai 1889 mehrere Schiffsmodelle ausgestellt. Als Zeichen der Wertschätzung für Sir Charles Mark Palmer erhält der letzte einer Serie von Trampdampfern der Reederei Hall Brothers im Oktober desselben Jahres den Namen Lady Palmer. Nachdem die Werft in den Jahren 1890/91 Verluste von etwa 33.000 £ erlitt, zog sich der 71-jährige Sir Charles aus dem Unternehmen zurück. Auf der Weltausstellung 1894 in Antwerpen zeigt die Werft außer Schiffsmodellen auch ein Modell einer Dreifachexpansionsdampfmaschine mit 1100 Pferdestärken und erhält eine Ehrenurkunde der Metallerzeugung.

### Krieg, Krise und Schließung

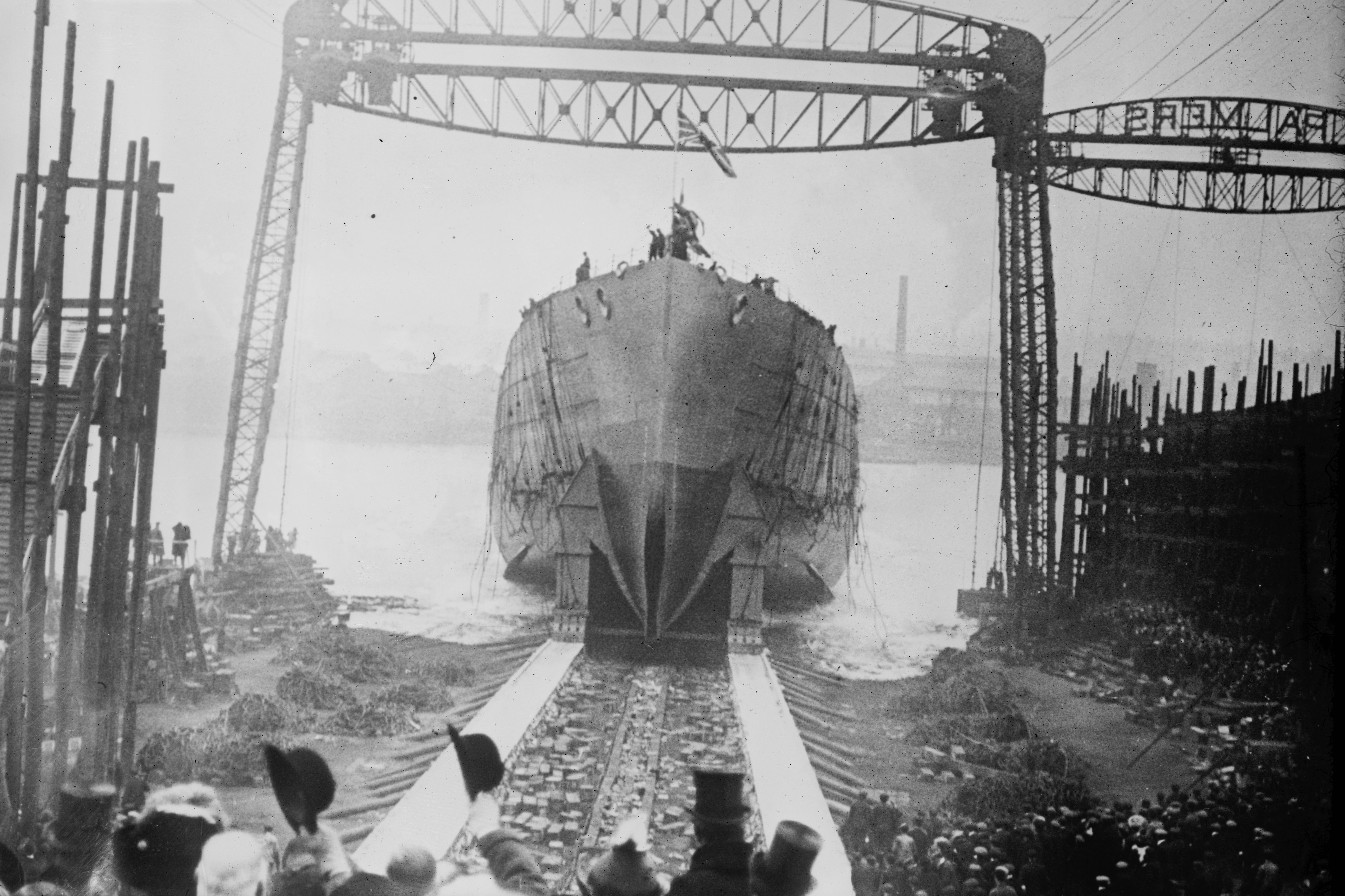
Stapellauf des Schlachtkreuzers HMS Queen Mary (mit im Bild die Kabelkrananlage)

Bis 1906 hielt sich das Unternehmen, gemessen am Neubauvolumen, an zweiter Stelle der Werften aus dem Bereich North East England. Ebenfalls 1906 nahm die Werft eine elektrische Kabelkrananlage mit elliptischen Portalträgern in Betrieb, was den Schiffbau erheblich beschleunigte. Nachdem die Anteile Sir Charles Palmer’s im Jahr 1910 von Lord Christopher Furness (Furness, Withy & Co.) erworben worden waren, übernahm dieser die Position als Vorstandsvorsitzender und pachtete 1911 zum Handelsschiffbau zusätzlich die Werft Robert Stephenson and Company in Hebburn. Diese verfügt über sieben Neubauhellinge und das größte Trockendock im Nordosten Großbritanniens. 1912 erwarb Palmers die Stephenson-Werft und schloss die Howdon-Werft.
Während des Ersten Weltkriegs baut Palmers ein Schlachtschiff, einen Kreuzer, drei Monitore, 16 Zerstörer und zwei U-Boote.
1922 erwarb Palmers die kleine Werft Amble Shipbuilding Co. Ltd. in Amble (Northumberland) und begann ein großes Trockendock in Swansea zu betreiben. Auf der Werft von Amble Shipbuilding wurden zahlreiche Linienfrachter gebaut, viele davon erhielten einen Turbinenantrieb mit von Amble konstruierten Turbinensätzen. Im April 1923 stellte Palmers den Kabelleger Faraday fertig. Der Schwerpunkt der Schiffbauproduktion in den Jahren 1921 bis 1930 lag mit über 50 Einheiten aber auf dem Tankerbau. Mit der Ablieferung des Tankdampfers Beaconstreet im Juli 1927 baute Palmers ihr erstes Schiff nach dem Isherwood System. Genau ein Jahr darauf ließ die Werft am 17. Juli 1928 in Anwesenheit der Königin Mutter den größten Kriegsschiffneubau nach dem Krieg, die York zu Wasser. Weitere zwei Jahre später, am 24. Juli 1930 lief bei Palmers mit dem Tanker Peter Hurll das 1000ste Schiff vom Stapel. Nachdem am 28. April 1931 mit dem Tanker British Strength das letzte Handelsschiff abgeliefert wurde, lief am 19. Juli 1932 der Zerstörer Duchess beim allerletzten Stapellauf der Werft ins Wasser. Nach dessen Fertigstellung 1933 erwarb die National Shipbuilders Security die Werft und schloss sie, was zu Demonstrationen, wie dem Jarrow March führte. Zwar öffnete sie auf Betreiben des High Sheriff of Surrey, Sir John Jarvis, für weitere 18 Monate, dann aber wurde Palmers 1935 endgültig geschlossen und abgebrochen. Vickers-Armstrong kaufte das Trockendock in Hebburn und betrieb es unter dem Namen Palmers (Hebburn) Limited als Schiffsreparaturbetrieb. 1973 verkaufte Vickers-Armstrongs das Palmers Dock an Swan Hunter, die es zum Hebburn Shipbuilding Dock ausbauten. Im Zuge der ersten Insolvenz von Swan Hunter kam es 1994 in die Hände der Tyne Tees Dockyard Limited, die es ein Jahr darauf an die A&P Group weitergab. Diese betreibt das Dock bis heute.
Insgesamt entstanden auf Werft über 1000 Schiffe. 104 davon waren Kriegsschiffe im Auftrag der britischen Regierung, davon zwölf Schlachtschiffe, elf Kreuzer und 48 Zerstörer.